# Iara Jamra
Iara Ferreira Jamra (São Paulo, 31 de outubro de 1955) é uma atriz brasileira. Começou a trabalhar no teatro em 1972 e na televisão em 1986.

## Biografia
É filha de Michel Abu Jamra, médico hematologista e professor emérito da Faculdade de Medicina da USP e de Lígia Montenegro Ferreira, especialista em toxoplasmose na Faculdade de Medicina da USP. É prima do ator Antônio Abujamra e prima do músico André Abujamra. No Festival de Gramado, recebeu o prêmio de melhor atriz coadjuvante pela sua participação no filme Dedé Mamata. Foi aluna de teatro de Flávio de Sousa, em cursos que ele ministrava no Pod Minoga, junto com Mira Haar, Carlos Moreno, Dionísio Jacob e Beto de Souza. Em 23 de abril de 1975, seu então namorado, Francisco Noronha, e dois amigos foram mortos por policiais das Rondas Ostensivas Tobias Aguiar (ROTA) da Polícia Militar de São Paulo. O caso, que ficou conhecido como Rota 66, foi amplamente divulgado pela mídia e é discutido pelo livro homônimo do jornalista Caco Barcellos[carece de fontes?].

## Filmografia

### Televisão
| Ano     | Título                            | Personagem                  | Notas                                 | Emissora          |
| ------- | --------------------------------- | --------------------------- | ------------------------------------- | ----------------- |
| 1986    | Selva de Pedra                    | Diva Vilhena                |                                       | Rede Globo        |
| 1988    | Chapadão do Bugre                 | Iracema                     |                                       | Rede Bandeirantes |
| 1988    | Vida Nova                         | Gracinha                    |                                       | Rede Globo        |
| 1989    | O Cometa                          | Rosa                        |                                       | Rede Bandeirantes |
| 1989    | Tieta                             | Assuntinha Ferreira         |                                       | Rede Globo        |
| 1990    | Cadeira de Barbeiro               | Lucinete                    |                                       | Rede Manchete     |
| 1990–94 | Rá-Tim-Bum                        | Nina                        |                                       | TV Cultura        |
| 1992    | Perigosas Peruas                  | Tina                        | Episódio: "10 de fevereiro"           | Rede Globo        |
| 1992    | Tereza Batista                    | Carmem                      |                                       | Rede Globo        |
| 1992    | Giras e Pirosas                   | Katia                       |                                       | SIC TV            |
| 1993    | Sex Appeal                        | Maristela                   |                                       | Rede Globo        |
| 1993    | Olho no Olho                      | Telma Soto                  |                                       | Rede Globo        |
| 1996    | O Rei do Gado                     | Maria de Lourdes (Lurdinha) |                                       | Rede Globo        |
| 1997    | Castelo Rá-Tim-Bum                | Bela Adormecida             | Episódio: "Hora de Dormir"            | TV Cultura        |
| 1998    | Hilda Furacão                     | Fininha                     |                                       | Rede Globo        |
| 1999    | O Belo e as Feras                 | Gorete                      | Episódio: "As Aparências Encantam"    | Rede Globo        |
| 2000    | Megatom                           | Mulher de Figueira          | Episódio: "9 de abril"                | Rede Globo        |
| 2001    | Roda da Vida                      | Brasilina da Silva          |                                       | Rede Record       |
| 2002    | Sai de Baixo                      | Ana                         | Episódio: "O Último Golpe do Arouche" | Rede Globo        |
| 2004    | Da Cor do Pecado                  | Margarida                   | Episódio: "18 de março"               | Rede Globo        |
| 2004    | A Diarista                        | Dita                        | Episódio: "A Visita da Mãe"           | Rede Globo        |
| 2005    | A Lua Me Disse                    | Mulher do Professor Alencar | Episódio: "25 de agosto"              | Rede Globo        |
| 2007    | Zorra Total                       | Prima Pobre                 |                                       | Rede Globo        |
| 2008    | Três Irmãs                        | Luzinete Fonseca (Lulu)     |                                       | Rede Globo        |
| 2012    | Corações Feridos                  | Loreta                      |                                       | SBT               |
| 2017    | Eu, Ela e um Milhão de Seguidores | Shoshana                    | Episódio: "Offline"                   | Multishow         |
| 2017    | Belaventura                       | Inesita                     |                                       | Rede Record       |
| 2018    | Treme Treme                       | Josi                        | Episódio: "15 de junho"               | Multishow         |
| 2019    | Amor sem Igual                    | Yara Botelho                |                                       | Rede Record       |
| 2020    | O Dono do Lar                     | Nair                        | Episódio: "A Saga da Barata"          | Multishow         |
| 2021    | Aruanas                           | Esquizofrênica              | Episódio: "2.2"                       | Globoplay         |
| 2024    | Volta por Cima                    | Ana Lúcia Pontes            |                                       | Rede Globo        |

### Cinema
| Ano  | Título                                 | Personagem            |
| ---- | -------------------------------------- | --------------------- |
| 1980 | Asa Branca - Um Sonho Brasileiro       | Maquiladora           |
| 1987 | Besame Mucho                           | Debutante             |
| 1987 | Brasa Adormecida                       | Lulu                  |
| 1988 | Dedé Mamata                            | Ritinha               |
| 1988 | Fogo e Paixão                          | Lourdes               |
| 1989 | Festa                                  | Empregada             |
| 1990 | Beijo 2348/72                          | Cármen                |
| 1992 | Oswaldianas                            | Imbassahy             |
| 1992 | Sua Excelência, O candidato            | Marli                 |
| 1992 | PR Cadeia                              | Fátima                |
| 1992 | Squich!                                | Laura                 |
| 1993 | A Má Criada                            | Garotinha             |
| 1994 | Dente por Dente                        | Sílvia                |
| 1995 | Eu Sei Que Você Sabe                   | Mulher desacompanhada |
| 1997 | Ed Mort                                | Caixa dos Faraós      |
| 1999 | No Coração dos Deuses                  | Cozinheira            |
| 1999 | Por Trás do Pano                       | Faxineira             |
| 2000 | Filme de Família                       | Zuleide               |
| 2002 | Joana e Marcelo, amor (quase) perfeito | —                     |
| 2004 | Quero ser Jack White                   | Mãe de Jack White     |
| 2005 | Do Mundo Não se Leva Nada              | Mãe                   |
| 2005 | O Caderno Rosa de Lori Lamby           | Lori Lamby            |
| 2007 | O Signo da Cidade                      | Agente de Viagens     |
| 2009 | Carro de Paulista                      | Mãe de Jorginho       |
| 2022 | Vale Night                             | Sueli                 |
| 2023 | TPM! Meu Amor                          | Ivanir                |

## Teatro[14]
- 1978 - Adios Mama
- 1978/1979 - O Alienista Alienado
- 1978/1979 - O Chiclé
- 1980 - Às Margens Plácidas
- 1982 - Vida de Cachorro
- 1984 - Parentes Entre Parênteses
- 1984 - Papai & Mamãe - Conversando sobre Sexo
- 1986 - Síndrome do Super-Homem
- 1989 - Trair e Coçar, É Só Começar!
- 1989 - O Pequeno Grande Pônei
- 1990 - Big Loira: Uma Peça Rara
- 1991 - A Besta
- 1993 - O Legítimo Inspetor Perdigueiro
- 1993 - Odeio Hamlet
- 1994 - Aluga-se um Namorado
- 1994 - As Guerreiras do Amor
- 1998 - Cacilda!
- 1999 - O Caderno Rosa de Lory Lamby
- 2000 - Socorro, Mamãe Foi Embora!
- 2000 - Meu Primeiro Amor [15]
- 2000/2001 - O Jardim das Cerejeiras
- 2002 - 22 Ó Nóis na Fita Moderna
- 2003 - Estrelas do Orinoco
- 2003 - Artaud, Atleta do Coração
- 2004 -  Elas São do Baralho
- 2005 - O Mistério do Fantasma Apavorado
- 2006 - Guerra dos Mutans
- 2010 - Hoje Tem Mazzaropi
- 2012 - O Arthur
- 2022 - Feliz Dia das Mães
- 2024 - Ana Lívia[16]